# Arnau Ortiz
Arnau Ortiz Sánchez (ur. 29 października 2001 w Figueres) – hiszpański piłkarz grający na pozycji pomocnika lub skrzydłowego w klubie Śląsk Wrocław.

## Kariera juniorska
Ortiz grał jako junior w UE Figueres (do 2019).

## Kariera seniorska

### CF Peralada
Ortiz przeszedł do CF Peralada 1 lipca 2019. Zadebiutował u nich 1 września 2019 w meczu z UE Sants (2:4). Pierwszą bramkę zdobył 5 stycznia 2020 w zremisowanym 1:1 spotkaniu przeciwko UE Figueres. Łącznie rozegrał dla nich 50 meczów i strzelił 8 goli.

### Girona FC II
Ortiz przeniósł się do rezerw Girony FC 1 lipca 2021. Zadebiutował u nich 5 września 2021 w meczu z CE L’Hospitalet (2:1), strzelając wtedy też swojego pierwszego gola. Ostatecznie w ich barwach wystąpił 15 razy zdobywając 3 bramki.
W 2022 Ortiz przedłużył kontrakt z Gironą do 30 czerwca 2026. Nie zadebiutował jednak w pierwszym zespole.

### SCR Peña Deportiva
Ortiz został wypożyczony do SCR Peña Deportiva 29 stycznia 2022. Zadebiutował u nich 6 lutego 2022 w meczu z CD Brea (1:1). Pierwszą bramkę zdobył 27 lutego 2022 w wygranym 3:0 spotkaniu przeciwko CF Badalona. Łącznie rozegrał dla nich 16 meczów i strzelił 4 gole.

### Real Murcia
Ortiz trafił na wypożyczenie do Realu Murcia 14 lipca 2022. Debiut dla nich zaliczył 27 sierpnia 2022 w zremisowanym 0:0 spotkaniu przeciwko CD Calahorra. Pierwszego gola strzelił 9 października 2022 w meczu z Gimnàstic Tarragona (2:3). Ostatecznie w ich barwach wystąpił 32 razy zdobywając 5 bramek.

### CD Eldense
Ortiza wypożyczono do CD Eldense 11 lipca 2023. Debiut dla nich zaliczył 13 sierpnia 2022 w wygranym 1:0 spotkaniu przeciwko FC Cartagena. Łącznie rozegrał dla nich 11 meczów i nie strzelił żadnego gola.

### FC Cartagena
Ortiz został wypożyczony do FC Cartagena 18 stycznia 2024. Zadebiutował u nich 21 stycznia 2024 w meczu z Racing Santander (2:0). Ostatecznie w ich barwach wystąpił 14 razy i nie zdobył żadnej bramki.

### Śląsk Wrocław
Ortiz przeszedł do Śląska Wrocław 18 lipca 2024. Zadebiutował u nich 19 lipca 2024 w meczu z Lechią Gdańsk (1:1). Pierwszą bramkę zdobył 22 listopada 2024 w zremisowanym 2:2 spotkaniu przeciwko Jagielloni Białystok.

## Statystyki

### Klubowe
(aktualne na dzień 19 maja 2025)
| Klub               | Sezon              | Liga               | Liga  | Liga   | Puchar kraju | Puchar kraju | Europa | Europa | Suma  | Suma   |
| Klub               | Sezon              | Liga               | Mecze | Bramki | Mecze        | Bramki       | Mecze  | Bramki | Mecze | Bramki |
| ------------------ | ------------------ | ------------------ | ----- | ------ | ------------ | ------------ | ------ | ------ | ----- | ------ |
| CF Peralada        | 2019/20            | Tercera División   | 21    | 3      | 0            | 0            | –      | –      | 21    | 3      |
| CF Peralada        | 2020/21            | Tercera División   | 29    | 5      | 0            | 0            | –      | –      | 29    | 5      |
| CF Peralada        | Ogólnie            | Ogólnie            | 50    | 8      | 0            | 0            | 0      | 0      | 50    | 8      |
| Girona FC II       | 2021/22            | Segunda Federación | 15    | 3      | 0            | 0            | –      | –      | 15    | 3      |
| Girona FC II       | Ogólnie            | Ogólnie            | 15    | 3      | 0            | 0            | 0      | 0      | 15    | 3      |
| SCR Peña Deportiva | 2021/22            | Segunda Federación | 16    | 4      | 0            | 0            | –      | –      | 16    | 4      |
| SCR Peña Deportiva | Ogólnie            | Ogólnie            | 16    | 4      | 0            | 0            | 0      | 0      | 16    | 4      |
| Real Murcia        | 2022/23            | Primera Federación | 31    | 5      | 1            | 0            | –      | –      | 32    | 5      |
| Real Murcia        | Ogólnie            | Ogólnie            | 31    | 5      | 1            | 0            | 0      | 0      | 32    | 5      |
| CD Eldense         | 2023/24            | Segunda División   | 9     | 0      | 2            | 0            | –      | –      | 11    | 0      |
| CD Eldense         | Ogólnie            | Ogólnie            | 9     | 0      | 2            | 0            | 0      | 0      | 11    | 0      |
| FC Cartagena       | 2023/24            | Segunda División   | 14    | 0      | 0            | 0            | –      | –      | 14    | 0      |
| FC Cartagena       | Ogólnie            | Ogólnie            | 14    | 0      | 0            | 0            | 0      | 0      | 14    | 0      |
| Śląsk Wrocław      | 2024/25            | Ekstraklasa        | 26    | 2      | 2            | 0            | 4      | 0      | 32    | 2      |
| Śląsk Wrocław      | Ogólnie            | Ogólnie            | 26    | 2      | 2            | 0            | 4      | 0      | 32    | 2      |
| Śląsk II Wrocław   | 2024/25            | III liga           | 2     | 0      | 0            | 0            | –      | –      | 2     | 0      |
| Śląsk II Wrocław   | Ogólnie            | Ogólnie            | 2     | 0      | 0            | 0            | 0      | 0      | 2     | 0      |
| Ogólnie w karierze | Ogólnie w karierze | Ogólnie w karierze | 163   | 22     | 5            | 0            | 4      | 0      | 172   | 22     |